# Deutsche Leichtathletik-Hallenmeisterschaften 2021
Die 68. Deutschen Leichtathletik-Hallenmeisterschaften wurden am 20. und 21. Februar 2021 in der Helmut-Körnig-Halle in Dortmund ausgetragen. Wegen der COVID-19-Pandemie fand die Veranstaltung ohne Zuschauer statt. Auch fielen einige Disziplinen aus. So zum Beispiel alle Staffelläufe, aber auch der 200-Meter-Lauf. Zudem waren die Teilnehmerfelder gegenüber den Vorjahren stark reduziert.
Die ausgelagerten Meisterschaften in den Hallen-Mehrkämpfen waren für den 30. und 31. Januar 2021 in Halle an der Saale geplant und wurden am 12. Januar 2021 abgesagt.
Da es vorher nur sehr wenige Wettkämpfe gab, bei denen die erforderlichen Qualifikationsnormen erreicht werden konnten, wurden die Leistungen der Freiluftsaison 2020 zugrunde gelegt.
Wegen Problemen mit der Laufbahn in der Dortmunder Helmut-Körnig-Halle wurden 2021 keine Deutschen Leichtathletik-Hallenmeisterschaften im 200-Meter-Lauf ausgetragen.

## Medaillengewinner

### Männer
| Disziplin      | Gold                                   | Leistung    | Silber                                         | Leistung    | Bronze                                        | Leistung    |
| -------------- | -------------------------------------- | ----------- | ---------------------------------------------- | ----------- | --------------------------------------------- | ----------- |
| 60 m           | Kevin Kranz (Sprintteam Wetzlar)       | 6,52 s      | Julian Wagner (LC Top Team Thüringen)          | 6,59 s      | Michael Pohl (Sprintteam Wetzlar)             | 6,60 s      |
| 400 m          | Henrik Krause (LG Olympia Dortmund)    | 47,03 s     | Constantin Preis (VfL Sindelfingen)            | 47,05 s     | Marvin Schlegel (LAC Erdgas Chemnitz)         | 47,15 s     |
| 800 m          | Oskar Schwarzer (TV Groß-Gerau)        | 1:47,63 min | Christoph Kessler (LG Region Karlsruhe)        | 1:47,83 min | Marc Reuther (Eintracht Frankfurt)            | 1:48,70 min |
| 1500 m         | Marius Probst (TV Wattenscheid 01)     | 3:40,80 min | Homiyu Tesfaye (TSV Pfungstadt)                | 3:40,98 min | Karl Bebendorf (Dresdner SC 1898)             | 3:43,77 min |
| 3000 m         | Mohamed Mohumed (LG Olympia Dortmund)  | 8:10,05 min | Marcel Fehr (LG Filstal)                       | 8:10,59 min | Nils Voigt (TV Wattenscheid 01)               | 8:12,46 min |
| 60 m Hürden    | Erik Balnuweit (TV Wattenscheid 01)    | 7,70 s      | Georg Fleischhauer (Eintracht Frankfurt)       | 7,77 s      | Yannick Spissinger (MTG Mannheim)             | 7,87 s      |
| Hochsprung     | Jonas Wagner (Dresdner SC 1898)        | 2,28 m      | Falk Wendrich (LAZ Soest)                      | 2,23 m      | Tobias Potye (LG Stadtwerke München)          | 2,20 m      |
| Stabhochsprung | Torben Blech (TSV Bayer 04 Leverkusen) | 5,72 m      | Bo Kanda Lita Baehre (TSV Bayer 04 Leverkusen) | 5,62 m      | Oleg Zernikel (ASV Landau)                    | 5,62 m      |
| Weitsprung     | Maximilian Entholzner (LAC Passau)     | 7,85 m      | Simon Batz (LG Landkreis Kelheim)              | 7,73 m      | Gianluca Puglisi (Königsteiner LV)            | 7,70 m      |
| Dreisprung     | Max Heß (LAC Erdgas Chemnitz)          | 17,00 m     | Felix Wenzel (SC Potsdam)                      | 15,70 m     | Christoph Garritsen (TSV Bayer 04 Leverkusen) | 15,58 m     |
| Kugelstoßen    | David Storl (SC DHfK Leipzig)          | 20,83 m     | Christian Zimmermann (Kirchheimer SC)          | 20,09 m     | Dennis Lewke (SC DHfK Leipzig)                | 19,70 m     |

### Frauen
| Disziplin      | Gold                                          | Leistung    | Silber                                     | Leistung    | Bronze                                     | Leistung    |
| -------------- | --------------------------------------------- | ----------- | ------------------------------------------ | ----------- | ------------------------------------------ | ----------- |
| 60 m           | Amelie-Sophie Lederer (LG Stadtwerke München) | 7,12 s      | Jennifer Montag (TSV Bayer 04 Leverkusen)  | 7,19 s      | Yasmin Kwadwo (LC Paderborn)               | 7,19 s      |
| 400 m          | Corinna Schwab (LAC Erdgas Chemnitz)          | 52,01 s     | Laura Müller (SV Go! Saar 05)              | 52,60 s     | Brenda Cataria-Byll (LG Olympia Dortmund)  | 53,69 s     |
| 800 m          | Tanja Spill (LAV Bayer Uerdingen/Dormagen)    | 2:03,06 min | Sarah Schmidt (TSV Bayer 04 Leverkusen)    | 2:04,07 min | Majtie Kolberg (LG Kreis Ahrweiler)        | 2:04,35 min |
| 1500 m         | Gesa Felicitas Krause (Silvesterlauf Trier)   | 4:12,84 s   | Caterina Granz (LG Nord Berlin)            | 4:13,26 s   | Katharina Trost (LG Stadtwerke München)    | 4:13,48 s   |
| 3000 m         | Hanna Klein (LAV Stadtwerke Tübingen)         | 8:54,37 min | Laura Lindemann (SC Potsdam)               | 8:57,82 min | Elena Burkard (LG farbtex Nordschwarzwald) | 8:59,02 min |
| 60 m Hürden    | Ricarda Lobe (MTG Mannheim)                   | 8,19 s      | Louisa Grauvogel (TSV Bayer 04 Leverkusen) | 8,21 s      | Monika Zapalska (LC Paderborn)             | 8,23 s      |
| Hochsprung     | Alexandra Plaza (LT DSHS Köln)                | 1,86 m      | Christina Honsel (TV Wattenscheid 01)      | 1,83 m      | Lea Halmans (SV Go! Saar 05)               | 1,83 m      |
| Stabhochsprung | Lisa Ryzih (ABC Ludwigshafen)                 | 4,41 m      | Stefanie Berndorfer (SSV Ulm 1846)         | 4,31 m      | Ria Möllers (TSV Bayer 04 Leverkusen)      | 4,31 m      |
| Weitsprung     | Malaika Mihambo (LG Kurpfalz)                 | 6,70 m      | Merle Homeier (LG Göttingen)               | 6,55 m      | Maryse Luzolo (Königsteiner LV)            | 6,51 m      |
| Dreisprung     | Neele Eckhardt (LG Göttingen)                 | 13,85 m     | Jessie Maduka (TV Wattenscheid 01)         | 13,67 m     | Maria Purtsa (LAC Erdgas Chemnitz)         | 13,67 m     |
| Kugelstoßen    | Christina Schwanitz (LV 90 Erzgebirge)        | 18,87 m     | Sara Gambetta (SV Halle)                   | 18,06 m     | Katharina Maisch (LV 90 Erzgebirge)        | 17,65 m     |